# 423
423 (CDXXIII) je bilo navadno leto, ki se je po julijanskem koledarju začelo na ponedeljek.

## Dogodki
- 1. januar

## Smrti
- 15. avgust - Honorij, cesar Zahodnega rimskega cesarstva (* 384)